# Cervilia japonica
Cervilia japonica är en ringmaskart som beskrevs av Frickhinger 1916. Cervilia japonica ingår i släktet Cervilia och familjen Polynoidae. Inga underarter finns listade i Catalogue of Life.